# Водыне (гмина)
Водыне (пол. Wodynie) — сельская гмина (уезд) в Польше, входит как административная единица в Седлецкий повет, Мазовецкое воеводство. Население — 4391 человек (на 2019 год). Гмина находится в 70 км от столицы Польши, между долинами рек Швидер и Костшинь. Количество сельских советов — 24. Количество населённых пунктов — 27.

## История, архитектура
Из документов можно узнать, что уже в 1343 году Серочин, один из городов гмины, принадлежал мазовецким князьям Земовиту III и Казимежу I. В 1444 году в Водыне был основан приход, а в 1548 году Серочин получил городские привилегии, которые он утратил после Январского восстания.
В сентябре 1939 года здесь оборонялись солдаты 1-й Вильнюсской дивизии легионов им. Юзефа Пилсудского. Ежегодно во второе воскресенье сентября на кладбище в селе Воля Водынска проходят поминовения павших.
Памятниками архитектуры являются дворец и особняк семьи Вернер (ныне принадлежащий государству), костёл (1908—1913) и здание школы межвоенного периода. Самым старым деревянным памятником является лиственничный костел в Водынях (1776).

## Культура и образование
В Водынях и Серочина имеются спортивные сооружения с футбольными полями, баскетбольными и волейбольными площадками, два детсада — там же, три начальные и две средние школы. Действуют два фольклорных коллектива, победители многих национальных конкурсов — «Млынарзанки» из Млынка и «Волинианка». Коллективы исполняют региональные песни, культивируют традиции и старинные обычаи.

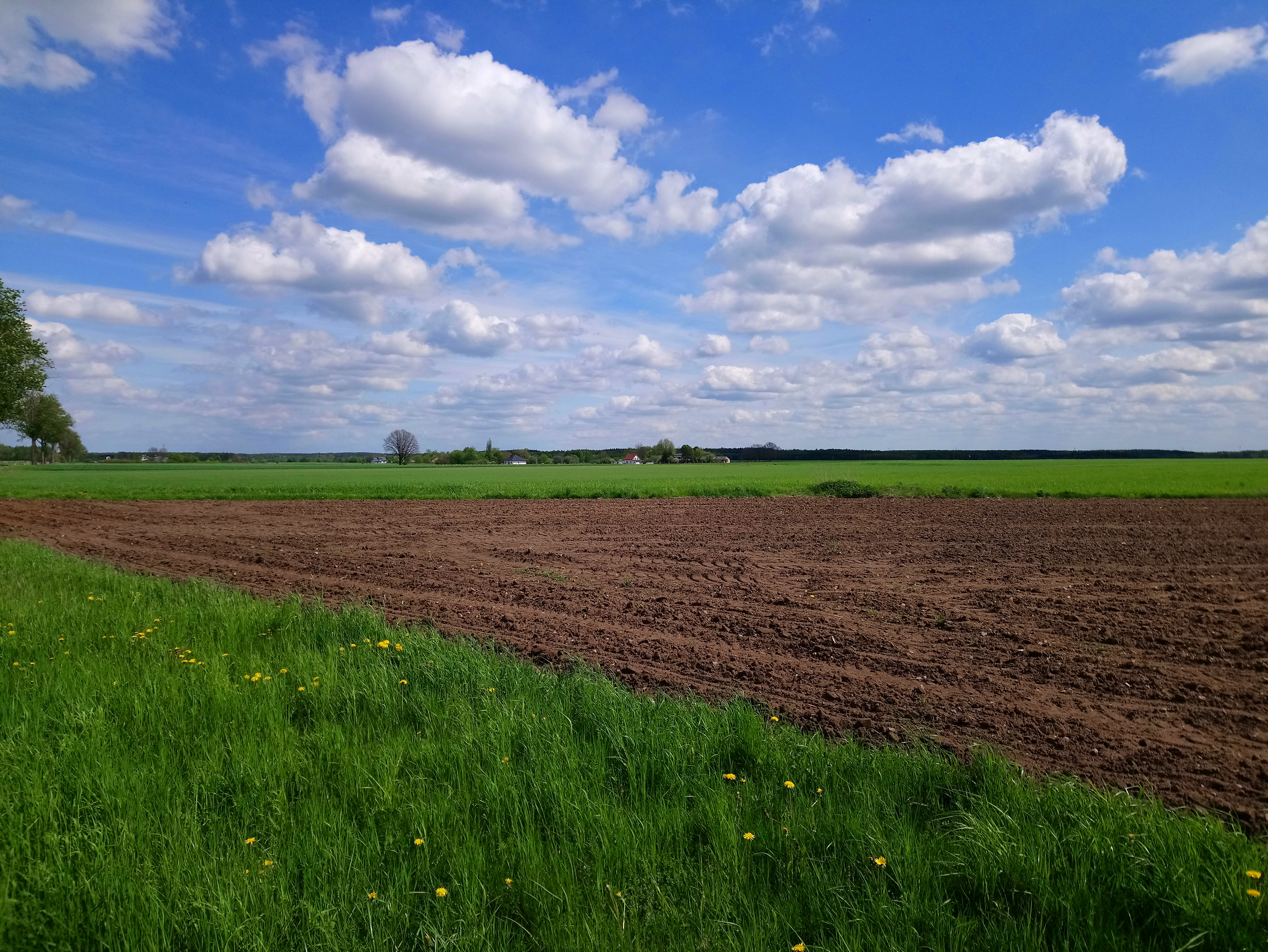
Поля. Гмина Водыне

## Демография
| Перепись                       | Всего   | Всего | Женщины | Женщины | Мужчины | Мужчины |
| ------------------------------ | ------- | ----- | ------- | ------- | ------- | ------- |
| Единицы                        | человек | %     | человек | %       | человек | %       |
| Население                      | 4867    | 100   | 2403    | 49,4    | 2464    | 50,6    |
| Плотность населения (чел./км²) | 42,1    | 42,1  | 20,8    | 20,8    | 21,3    | 21,3    |

## Охрана природы
На территории гмины находится часть Кулакского заповедника, охраняющего различные растительные сообщества с участками многих охраняемых и редких видов растений, в частности, участками росянки..

## Населённые пункты
Борки, Бродки, Буды, Чайкув, Хеленув, Едлина, Качоры, Каменец, Кочаны, Колодзонж, Ломница, Млынки , Олешница, Руда-Волынска, Руда-Шостковска, Рудник-Дужи, Рудник-Малый, Серочин, Соцки, Шостек, Токи, Водыне, Воля-Водинска, Воля-Сероцка, Жебрачка.

## Соседние гмины
1. Гмина Борове
2. Гмина Доманице
3. Гмина Лятович
4. Гмина Мрозы
5. Гмина Скужец
6. Гмина Сточек-Луковски